# باول إيفانز (لاعب هوكي الجليد كندي)
باول إيفانز هو لاعب هوكي الجليد كندي، ولد في 24 فبراير 1955 في بيتيربوروغ في كندا.

## وصلات خارجية
- بول إيفانز على موقع دوري الهوكي الوطني (الإنجليزية)
- بول إيفانز على موقع EliteProspects.com (الإنجليزية)
- بول إيفانز على موقع HockeyDB.com (الإنجليزية)
- بول إيفانز على موقع Hockey-Reference.com (الإنجليزية)